# NGC 5010
NGC 5010 è una galassia lenticolare a circa 158 milioni di anni luce in direzione della costellazione della Vergine. La galassia appartiene al Gruppo di NGC 5044.
Ha una magnitudine apparente nel visibile pari a 13,3 e dimensioni di 1,30 × 0,7 arcominuti.
NGC 5010 fu scoperta da John Herschel il 9 maggio 1831.

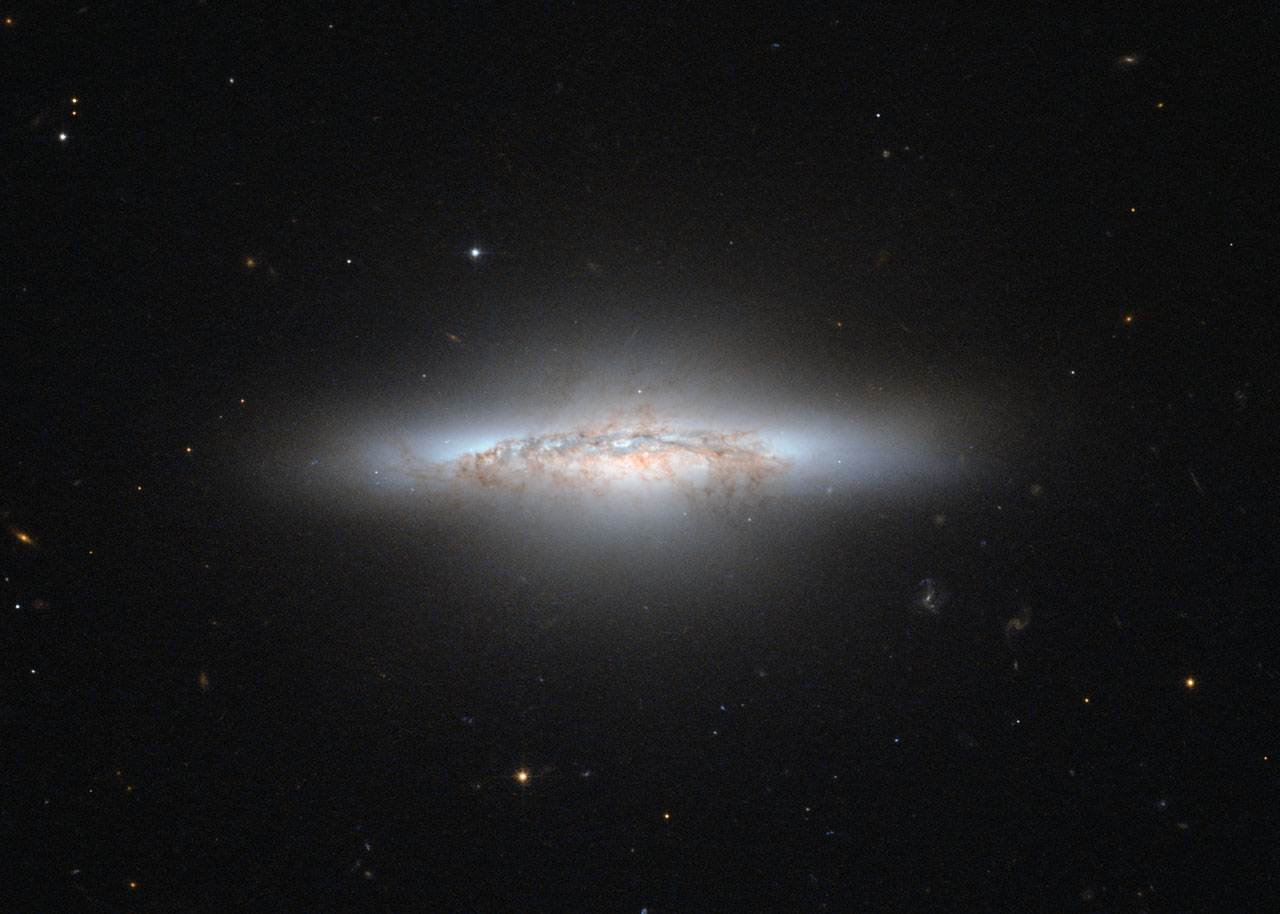
La galassia NGC 5010 ripresa dal telescopio Hubble nel 2012